# Merih Demiral
Merih Demiral (sinh ngày 5 tháng 3 năm 1998) là một cầu thủ bóng đá chuyên nghiệp người Thổ Nhĩ Kỳ hiện đang thi đấu ở vị trí trung vệ cho câu lạc bộ Al-Ahli tại Saudi Pro League và Đội tuyển bóng đá quốc gia Thổ Nhĩ Kỳ.

## Thiếu thời
Trước khi Demiral chào đời, cha mẹ của Demiral đã di cư đến Kocaeli từ Arhavi ở tỉnh Artvin. Demiral sinh ngày 5 tháng 3 năm 1998 ở đô thị Karamürsel, tỉnh Kocaeli, Thổ Nhĩ Kỳ trong một gia đình với bố là một công nhân sản xuất bê tông và lớn lên cùng với anh trai Fatih. Vào năm 2009, cha anh đăng ký anh vào trường bóng đá địa phương. Ở tuổi 14, Demiral mất mẹ Fatma trong một vụ tai nạn giao thông vào ngày 28 tháng 12 năm 2012 và trở thành trẻ bán mồ côi.

## Sự nghiệp câu lạc bộ

### Sassuolo
Vào ngày 30 tháng 1 năm 2019, Demiral gia nhập câu lạc bộ Sassuolo tại Serie A theo dạng cho mượn với nghĩa vụ mua đứt. Anh ra mắt Serie A và câu lạc bộ trong trận hòa 1–1 trên sân nhà trước SPAL  vào ngày 24 tháng 2. Anh ghi bàn thắng đầu tiên cho cả câu lạc bộ và Serie A với một cú đúp trong chiến thắng 4–0 trên sân nhà trước Chievo vào ngày 4 tháng 4.

### Juventus

#### Cho mượn tại Atalanta
Vào ngày 6 tháng 8 năm 2021, Atalanta ký hợp đồng với Demiral từ Juventus theo dạng cho mượn kèm theo tùy chọn mua. Trong mùa giải 2021–22, anh ra sân tổng cộng 42 lần, ghi hai bàn thắng và cung cấp ba đường kiến tạo  trên mọi đấu trường. Atalanta thực hiện quyền mua đứt vào ngày 17 tháng 6 năm 2022 với mức phí 20 triệu euro.

### Al-Ahli
Vào ngày 19 tháng 8 năm 2023, Demiral gia nhập câu lạc bộ Al-Ahli tại Saudi Pro League theo hợp đồng có thời hạn 3 năm.

## Đời tư
Demiral kết hôn với người mẫu người Albania Heidi Lushtaku đến từ Thụy Sĩ năm 2021. Họ có một đứa con trai kể từ tháng 4 năm 2022.

## Sự nghiệp quốc tế
Demiral từng đại diện cho Thổ Nhĩ Kỳ ở các cấp độ trẻ, bao gồm các đội U-17 và U-19. Anh ra mắt đội tuyển quốc gia Thổ Nhĩ Kỳ vào ngày 20 tháng 11 năm 2018 trong trận giao hữu với Ukraina khi vào sân thay người ở phút thứ 85 cho Mert Müldür. Vào ngày 11 tháng 6 năm 2021, Demiral vô tình đá phản lưới nhà trong trận thua 0–3 trước Ý trong trận mở màn của UEFA Euro 2020 và đây là lần đầu tiên trong lịch sử giải đấu một bàn phản lưới nhà đã mở tỷ số của một trận đấu.
Vào ngày 7 tháng 6 năm 2024, anh được chọn vào đội hình 26 người tham dự UEFA Euro 2024. Trong trận chiến thắng 2–1 trước Áo ở vòng 16 đội, anh được trao giải Cầu thủ xuất sắc nhất trận đấu khi ghi một cú đúp để giúp đất nước của anh giành quyền vào tứ kết. Bàn thắng đầu tiên của anh trong trận đó được ghi chỉ sau 57 giây của trận đấu và nó trở thành bàn thắng nhanh nhất trong một trận đấu vòng loại trực tiếp của Giải vô địch châu Âu.

## Những tranh cãi

### Kiểu chào quân sự tại vòng loại UEFA Euro 2020
Vào ngày 11 tháng 10 năm 2019, sau bàn thắng của Cenk Tosun vào lưới Albania trong chiến thắng 1–0 trên sân nhà ở vòng loại UEFA Euro 2020, Demiral là một trong những cầu thủ Thổ Nhĩ Kỳ đã tham gia vào màn ăn mừng bàn thắng "kiểu chào quân đội" gây tranh cãi. Cùng ngày, Demiral tuyên bố công khai ủng hộ cuộc tấn công của Thổ Nhĩ Kỳ vào đông bắc Syria trên Twitter. Bài đăng đó của anh được những người ủng hộ Tổng thống Thổ Nhĩ Kỳ Recep Tayyip Erdoğan khen ngợi. Thế nhưng, nó cũng thu hút sự chỉ trích từ nhiều người hâm mộ bóng đá của Juventus cũng như của các câu lạc bộ khác trên mạng xã hội. Một số người đã yêu cầu câu lạc bộ thực hiện các biện pháp kỷ luật đối với các cầu thủ và những người khác thậm chí còn yêu cầu câu lạc bộ sa thải Demiral.

### Cấm thi đấu tại UEFA Euro 2024 và kiểu chào chó sói
Vào ngày 2 tháng 7 năm 2024, sau trận đấu với Áo ở Euro 2024 ở Đức, Demiral đã thể hiện kiểu chào chó sói, một kiểu chào gắn liền với chủ nghĩa dân tộc Thổ Nhĩ Kỳ, chủ nghĩa Liên Thổ và tổ chức Sói Xám. Kiểu chào đó bị cấm ở Áo. Tại cuộc họp báo, anh nói rằng kiểu chào đó là biểu hiện của niềm tự hào của người Thổ Nhĩ Kỳ và anh dự định sẽ làm lại nó khi có cơ hội. Ngoài những lời chỉ trích từ các chính trị gia và nhà báo, UEFA đã bắt đầu một cuộc điều tra về hành vi được cho là không phù hợp. Vào ngày 3 và 4 tháng 7 năm 2024, Thổ Nhĩ Kỳ bị Đức lần lượt triệu tập cùng với các đại sứ các quốc gia khác để thảo luận về vụ việc. UEFA thông báo vào ngày 5 tháng 7 rằng Demiral bị cấm thi đấu tổng cộng hai trận vì không tuân thủ các nguyên tắc ứng xử chung và vi phạm các quy tắc cơ bản về ứng xử đứng đắn.

## Thống kê sự nghiệp

### Câu lạc bộ
Tính đến 26 tháng 5 năm 2025
| Câu lạc bộ           | Mùa giải            | Giải vô địch           | Giải vô địch | Giải vô địch | Cúp quốc gia | Cúp quốc gia | Châu lục | Châu lục | Khác | Khác | Tổng cộng | Tổng cộng |
| Câu lạc bộ           | Mùa giải            | Hạng đấu               | Trận         | Bàn          | Trận         | Bàn          | Trận     | Bàn      | Trận | Bàn  | Trận      | Bàn       |
| -------------------- | ------------------- | ---------------------- | ------------ | ------------ | ------------ | ------------ | -------- | -------- | ---- | ---- | --------- | --------- |
| Alcanenense          | 2016–17             | Campeonato de Portugal | 12           | 0            | 1            | 0            | —        | —        | —    | —    | 13        | 0         |
| Sporting CP B (mượn) | 2016–17             | LigaPro                | 3            | 0            | —            | —            | —        | —        | —    | —    | 3         | 0         |
| Sporting CP B        | 2017–18             | LigaPro                | 26           | 0            | 0            | 0            | —        | —        | —    | —    | 26        | 0         |
| Sporting CP B        | Tổng cộng           | Tổng cộng              | 29           | 0            | 0            | 0            | 0        | 0        | 0    | 0    | 29        | 0         |
| Sporting CP          | 2017–18             | Primeira Liga          | —            | —            | 1            | 0            | —        | —        | —    | —    | 1         | 0         |
| Alanyaspor (mượn)    | 2018–19             | Süper Lig              | 16           | 1            | 4            | 0            | —        | —        | —    | —    | 20        | 1         |
| Sassuolo (mượn)      | 2018–19             | Serie A                | 14           | 2            | —            | —            | —        | —        | —    | —    | 14        | 2         |
| Juventus             | 2019–20             | Serie A                | 6            | 1            | 0            | 0            | 1        | 0        | 1    | 0    | 8         | 1         |
| Juventus             | 2020–21             | Serie A                | 15           | 0            | 4            | 0            | 5        | 0        | 0    | 0    | 24        | 0         |
| Juventus             | Tổng cộng           | Tổng cộng              | 21           | 1            | 4            | 0            | 6        | 0        | 1    | 0    | 32        | 1         |
| Atalanta (mượn)      | 2021–22             | Serie A                | 28           | 1            | 2            | 0            | 12       | 1        | —    | —    | 42        | 2         |
| Atalanta             | 2022–23             | Serie A                | 28           | 1            | 0            | 0            | —        | —        | —    | —    | 28        | 1         |
| Atalanta             | Tổng cộng           | Tổng cộng              | 56           | 2            | 2            | 0            | 12       | 1        | 0    | 0    | 70        | 3         |
| Al-Ahli              | 2023–24             | Saudi Pro League       | 20           | 1            | 1            | 0            | —        | —        | —    | —    | 21        | 1         |
| Al-Ahli              | 2024–25             | Saudi Pro League       | 30           | 1            | 1            | 0            | 12       | 0        | 1    | 0    | 44        | 1         |
| Al-Ahli              | Tổng cộng           | Tổng cộng              | 50           | 2            | 2            | 0            | 12       | 0        | 1    | 0    | 65        | 2         |
| Tổng cộng sự nghiệp  | Tổng cộng sự nghiệp | Tổng cộng sự nghiệp    | 198          | 8            | 14           | 0            | 30       | 1        | 2    | 0    | 244       | 9         |

1. ↑  Bao gồm Taça de Portugal, Turkish Cup, Coppa Italia và King's Cup
2. 1 2  Ra sân tại UEFA Champions League
3. ↑  Ra sân tại Supercoppa Italiana
4. ↑  Ra sân sáu lần và một bàn thắng tại UEFA Champions League, ra sân sáu lần tại UEFA Europa League
5. ↑  Ra sân tại AFC Champions League Elite
6. ↑  Ra sân tại Saudi Super Cup

### Quốc tế
Tính đến 10 tháng 6 năm 2025
| Đội tuyển quốc gia | Năm       | Trận | Bàn |
| ------------------ | --------- | ---- | --- |
| Thổ Nhĩ Kỳ         | 2018      | 1    | 0   |
| Thổ Nhĩ Kỳ         | 2019      | 11   | 0   |
| Thổ Nhĩ Kỳ         | 2020      | 7    | 0   |
| Thổ Nhĩ Kỳ         | 2021      | 12   | 1   |
| Thổ Nhĩ Kỳ         | 2022      | 4    | 1   |
| Thổ Nhĩ Kỳ         | 2023      | 6    | 0   |
| Thổ Nhĩ Kỳ         | 2024      | 12   | 2   |
| Thổ Nhĩ Kỳ         | 2025      | 2    | 0   |
| Tổng cộng          | Tổng cộng | 55   | 4   |

Tỷ số và kết quả liệt kê bàn thắng của Thổ Nhĩ Kỳ trước, cột tỷ số cho biết tỷ số sau mỗi bàn thắng của Demiral.
| # | Ngày                 | Địa điểm                                                  | Đối thủ        | Tỷ số | Kết quả | Giải đấu                      |
| - | -------------------- | --------------------------------------------------------- | -------------- | ----- | ------- | ----------------------------- |
| 1 | 13 tháng 11 năm 2021 | Sân vận động Başakşehir Fatih Terim, Istanbul, Thổ Nhĩ Kỳ | Gibraltar      | 4–0   | 6–0     | Vòng loại FIFA World Cup 2022 |
| 2 | 4 tháng 6 năm 2022   | Sân vận động Başakşehir Fatih Terim, Istanbul, Thổ Nhĩ Kỳ | Quần đảo Faroe | 4–0   | 4–0     | UEFA Nations League 2022–23   |
| 3 | 2 tháng 7 năm 2024   | Red Bull Arena, Leipzig, Đức                              | Áo             | 1–0   | 2–1     | UEFA Euro 2024                |
| 4 | 2 tháng 7 năm 2024   | Red Bull Arena, Leipzig, Đức                              | Áo             | 2–0   | 2–1     | UEFA Euro 2024                |

## Danh hiệu
Juventus
- Serie A: 2019–20
- Coppa Italia: 2020–21
- Supercoppa Italiana: 2020

Al-Ahli
- AFC Champions League Elite: 2024–25

U-20 Thổ Nhĩ Kỳ
- Toulon Tounament hạng ba: 2018[22]